# Max Brod
Max Brod, avstrijsko-judovski pisatelj, * 27. maj 1884, Praga, † 20. december 1968, Tel Aviv.
Rojen je bil v Pragi, kjer je živel do leta 1939. Bil je Kafkov prijatelj, biograf in izdajatelj njegovih del. Kafkova romana Grad in Proces je tudi dramatiziral. Po letu 1913 je postal sionist. V mladosti je pripadal ekspresionističnemu gibanju. Kot prepričan sionist se je 1939 preselil v takratno Palestino, kjer je v Tel Avivu postal ravnatelj gledališča Habima. V nemščini je pisal črtice, romane, drame, eseje in librete. Znana je njegova trilogija romanov iz renesanse Pot k bogu Tycha Braheja (Tycho Brahes Weg zu Gott, 1915). Druga znana dela so še: Rëubeni (1925), Galilei v ujetništvu (Galilei in Gafengenschaft, 1948), Uporniška srca (Rebellische Herzen, 1957) in Mira. Roman o Hofmannsthalu (Mira. Roman um Hofmannsthal, 1958).